# Phare d'Alligator Reef
Le phare d'Alligator Reef (en anglais : Alligator Reef Light), est un phare situé à 7.4 km à l'est d'Indian Key et au nord d'Alligator Reef (en), dans le comté de Monroe en Floride.
Il est inscrit au Registre national des lieux historiques depuis le 1er décembre 2011 sous le n° 11000360.

## Histoire
Cette station de signalisation maritime a été créée en 1873 au nord du récif d’Alligator. Elle a été automatisée en 1963 et fut opérationnelle jusqu'en juillet 2014. Elle a été remplacée par une structure en acier à claire-voie avec une lumière moins puissante à proximité de l'ancienne tour. Le nouveau feu a une portée d'environ 7 milles marins (13 km).
La structure d'origine est de type pile lighthouse (en), avec une plate-forme supportant le local technique et l'escalier menant à la lanterne. La lentille originale était une lentille de Fresnel de premier ordre. Les caractéristiques lumineuses du feu initial étaient les suivantes : blanc et rouge clignotant avec un intervalle de 5 secondes. Sa portée nominale était de 14 milles marins (26 km) dans les secteurs blancs et de 11 milles marins (20 km) dans les secteurs rouges.
Le nom du phare rend hommage à la goélette de l'United States Navy USS Alligator (1820) (en) , qui faisait partie de l’escadron de lutte contre la piraterie  créée  à Key West, qui s’est échoué à cet endroit en 1822. D'innombrables navires ont également sombré ici sur le corail déchiqueté du récif.
Le 1er février 2019, il a été annoncé que le phare serait donné gratuitement à tout organisme gouvernemental, éducatif, organisation à but non lucratif ou organisation de développement communautaire qui souhaiterait l'utiliser à des fins éducatives, récréatives, culturelles ou historiques et à des fins de conservation dans le cadre de la loi sur la préservation des phares historiques nationaux .

## Description
Le phare ancien est une  tour métallique à claire-voie bois de 41 m de haut, soutenue par des pieux. La tour et la maison sur la plateforme sont peintes en blanc et la lanterne et la plateforme sont peintes en noir. Il possède un transpondeur radar émettant ula lettre G en code morse.
La balise actuelle émet, à une hauteur focale de 5 m, quatre brefs éclats blancs de 0.2 secondes  par période de 10 secondes. Sa portée est de 7 milles nautiques (environ 13 km).

## Caractéristiques dufeu maritime
Fréquence :  60 secondes (W)
- Lumière : 0.2 seconde
- Obscurité : 9.8 secondes

Identifiant : ARLHS : USA-006 ; USCG : ex 3-0980 (3-0981) - Admiralty : J2988 .

### Lien connexe
- Liste des phares en Floride